# Centro de Acción Social y Cultural de Caja Cantabria

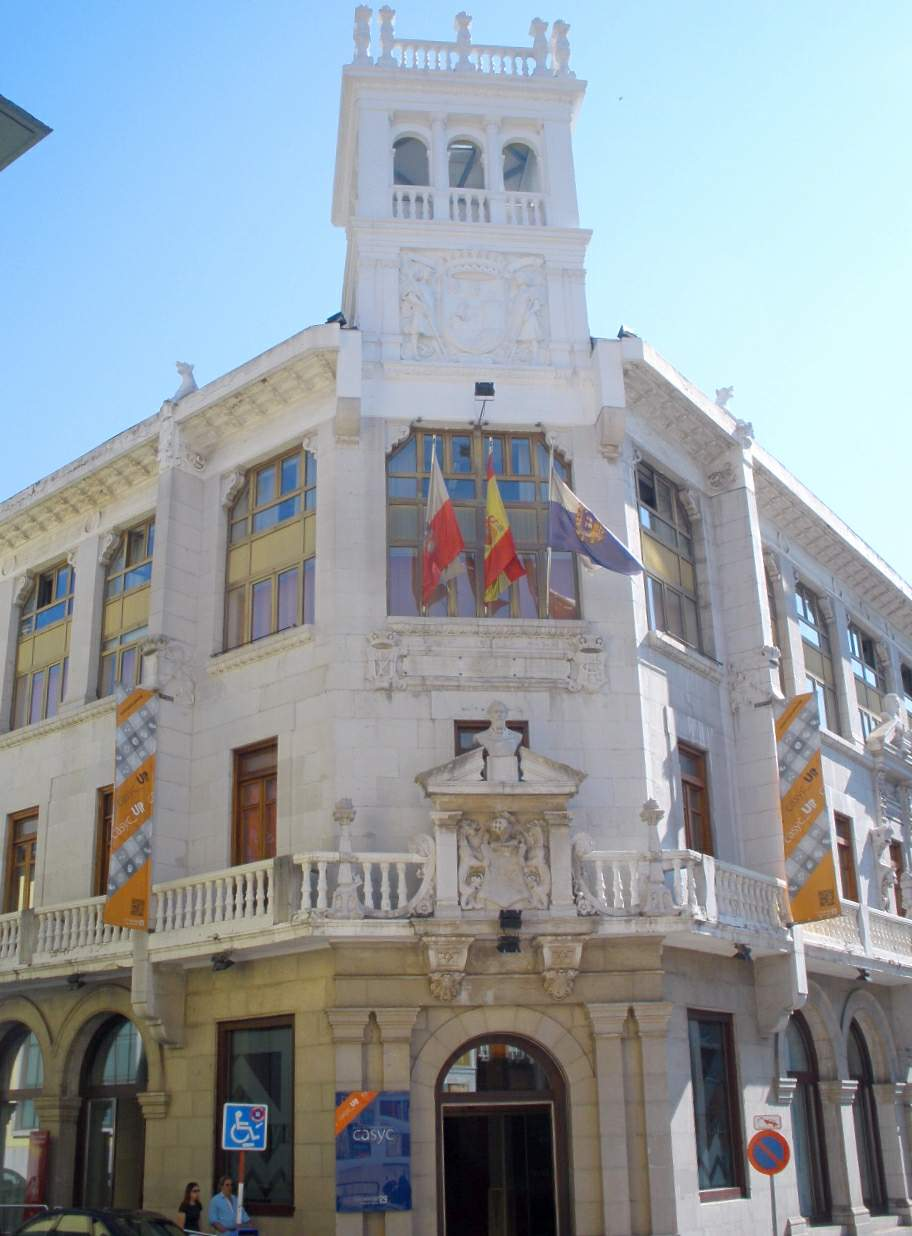
Aspecto del exterior del CASYC

El CASYC (Centro de Acción Social y Cultural de Caja Cantabria), denominado coloquialmente Tantín por la calle en la que se encuentra, pertenece a la Fundación Caja Cantabria y está ubicado en la ciudad de Santander, en Cantabria (España). A mediados de 2007, la sede de la obra social de la entidad financiera abandonó oficialmente el nombre de Centro Cultural Modesto Tapia para adoptar la denominación actual.

## Historia

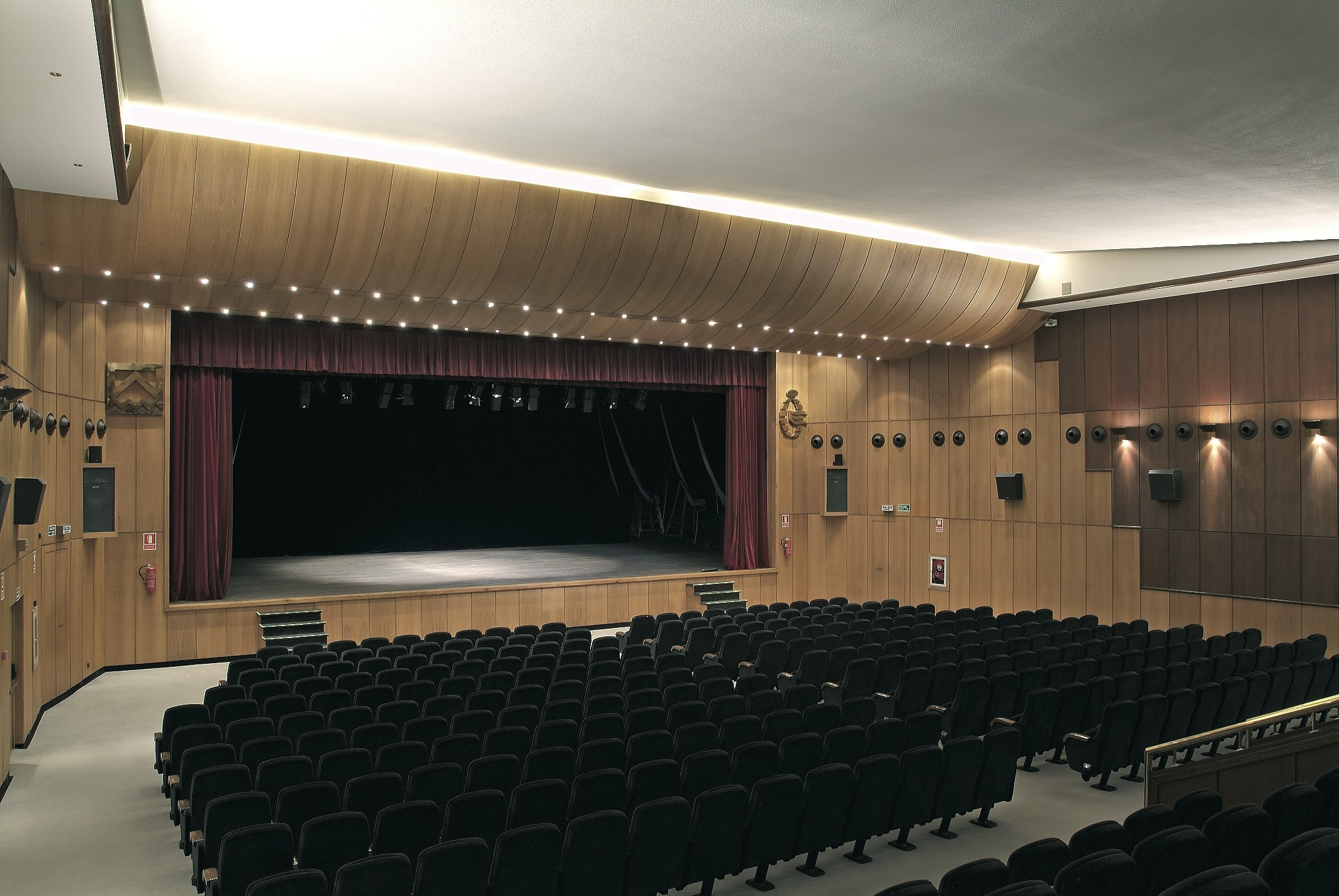
Teatro CASYC

A finales de 1902, el Consejo del por entonces conocido como Monte de Piedad de Alfonso XIII y Caja de Ahorros de Santander (constituido en 1898) proyecta ampliar la sede de la entidad con la ayuda de un legado de 60.000 pesetas del primer marqués de Comillas, al que se añadiría otra cantidad igual ofrecida por su hijo, el segundo marqués, quien recomendó que el futuro edificio, situado en el campo de Tantín, tuviera estilo montañés, y se encargara al arquitecto catalán Lluís Domènech i Montaner, profesor de Antoni Gaudí. La primera piedra del edificio la coloca el rey Alfonso XIII el 31 de julio de 1905 y, dos años después, el 29 de julio de 1907, el propio monarca lo inaugura.
En la actualidad el edificio es sede de la Fundación Caja Cantabria y hasta 2007 llevó el nombre de Modesto Tapia, en honor al industrial burgalés que con su legado de 45.000 pesetas se constituyó el capital fundacional del Monte de Piedad y Caja de Ahorros, lo que sería más tarde Caja Cantabria.
Al lado de este edificio, en la calle Sevilla, se encuentra el Paraninfo de la Universidad de Cantabria, donde hay un salón de actos, una biblioteca y una librería. El edificio está dotado para acoger actividades con proyección social, como la celebración de actos académicos, congresos, exposiciones, actividades culturales, conferencias de prensa, etc.

## Edificio
El Teatro CASYC dispone de unas instalaciones totalmente acondicionadas y renovadas tras la reforma realizada en 1994. Se trata de un edificio singular, de estilo modernista y regionalista neomontañés, ubicado en el centro de Santander. El primitivo edificio, fue reconvertido en sede del centro cultural en 1983. Esta instalación desarrolla una amplia y variada programación cultural, con especial dedicación a la juventud.